# 利比里亞大學
利比里亞大學（縮寫：UL）是一所位於利比里亞首都蒙羅維亞的公立大學。1851年政府批准成立，1863年開學，當時稱利比里亞學院（Liberia College）。該大學招收了大约18000名学生，是利比里亞最古老的大學，也是西非最古老的大學之一。它得到了利比里亚高等教育委员会的认可。
該大學有該國唯一的法學院，此外還有醫學院在內的五個學院，共四個校區，包括位于蒙羅維亞的Capitol Hill校区、位于蒙罗维亚郊外路易斯安那的Fendall校区、位于刚果城的医学院校区和位于大角山县Sinje的Straz-Sinje校区。該大學的畢業生在利比里亞政壇上發揮著極大的影響力。

## 歷史
1847年利比里亞脫離美國殖民協會的統治，成為獨立國家。1851年新的國際立法機構批准成立一所國立高等教育機構，是為利比里亞大學的前身利比里亞學院（Liberia College）。該學院成立的資金來自殖民協會和利比里亞教育捐款信託（Trustees of Donations for Education in Liberia），這兩個機構實際上都是美國人創辦的。除去創始資金外，整個十九世紀的利比里亞學院經費幾乎全部都是由它們提供的。
在得到批准後，克萊-亞仕蘭（Clay-Ashland）和蒙羅維亞都想運用政治影響力獲得這所教育機構的創辦權。這場紛爭導致利比里亞學院的建立日期推遲，直到1858年1月25日該學院的第一座建築才在蒙羅維亞奠基。1862年1月，利比里亞學院剪綵，1863年開學。1862年至1876年間，該國第一任總統約瑟夫·詹金斯·羅勃茲擔任該校首任校長。

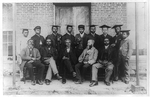
1890年代該校的教員和學生

該學院的第一期本科只有七名男性學生，兩個月後又有18人來上其預科。草創之時，該校不僅依賴美國提供的資金，連最初的4000冊圖書和建造大樓的磚木都是美國人提供的。而其課程設置也是典型的美國式的，教授修辭學和拉丁語。而美國之所以如此支持該大學的一個原因是當時有許多利比里亞人出國到不列顛求學，而美國人認為這樣可能會導致利比里亞政府轉型。
在愛德華·威爾莫特·布萊登於1881年到1884年擔任校長期間，該校預科開始接受女性入學。19世紀的利比里亞學院社會階級衝突嚴重，1890年代一度導致該校停課。

### 20世紀
史蒂芬·A·托爾伯特（Stephen A. Tolbert）在1942年創辦了該校的林學院（School of Forestry），并在1942至1960年間擔任該院院長。該校學生人數一直不多，1950年時方才有100人入學。1951年J·馬克思·邦德（J. Max Bond）幫助利比里亞學院獲得大學地位，成為利比里亞大學（University of Liberia）。同年法學院成立，其名稱以前利比里亞最高法院首席大法官路易斯·亞瑟·格蘭姆斯（Louis Arthur Grimes）之名命名。

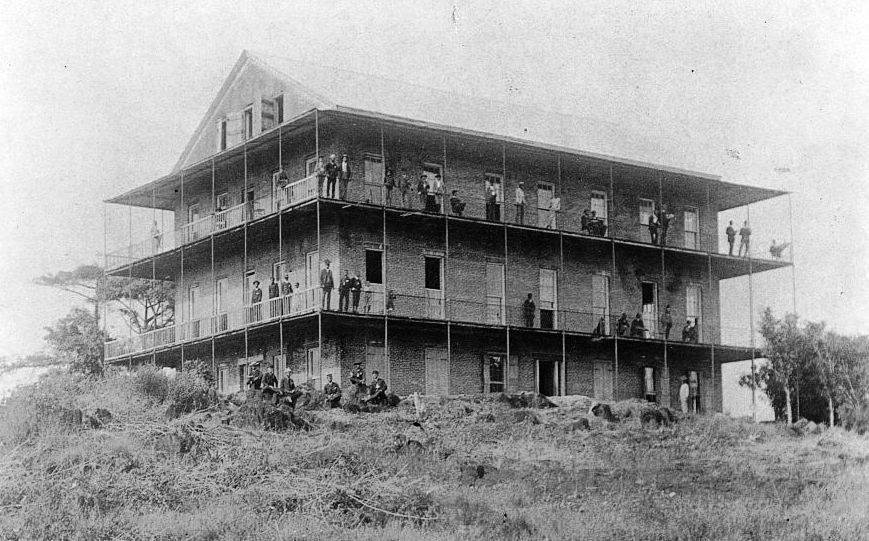
1893年的利比里亞學院

1968年，該校創辦了醫學院，由於國家內亂，利比里亞大學在1979、1984和1990年三年中多次關閉。此外1989年至1996年間由於第一次利比里亞內戰爆發，該大學也沒有頒發任何學位。而1997年重新開學時，雖然內亂導致了學校設施破壞和教員離職，仍然有六千名學生入學。1999年至2003年的第二次利比里亞內戰也對該校造成了不小的影響。

### 21世紀

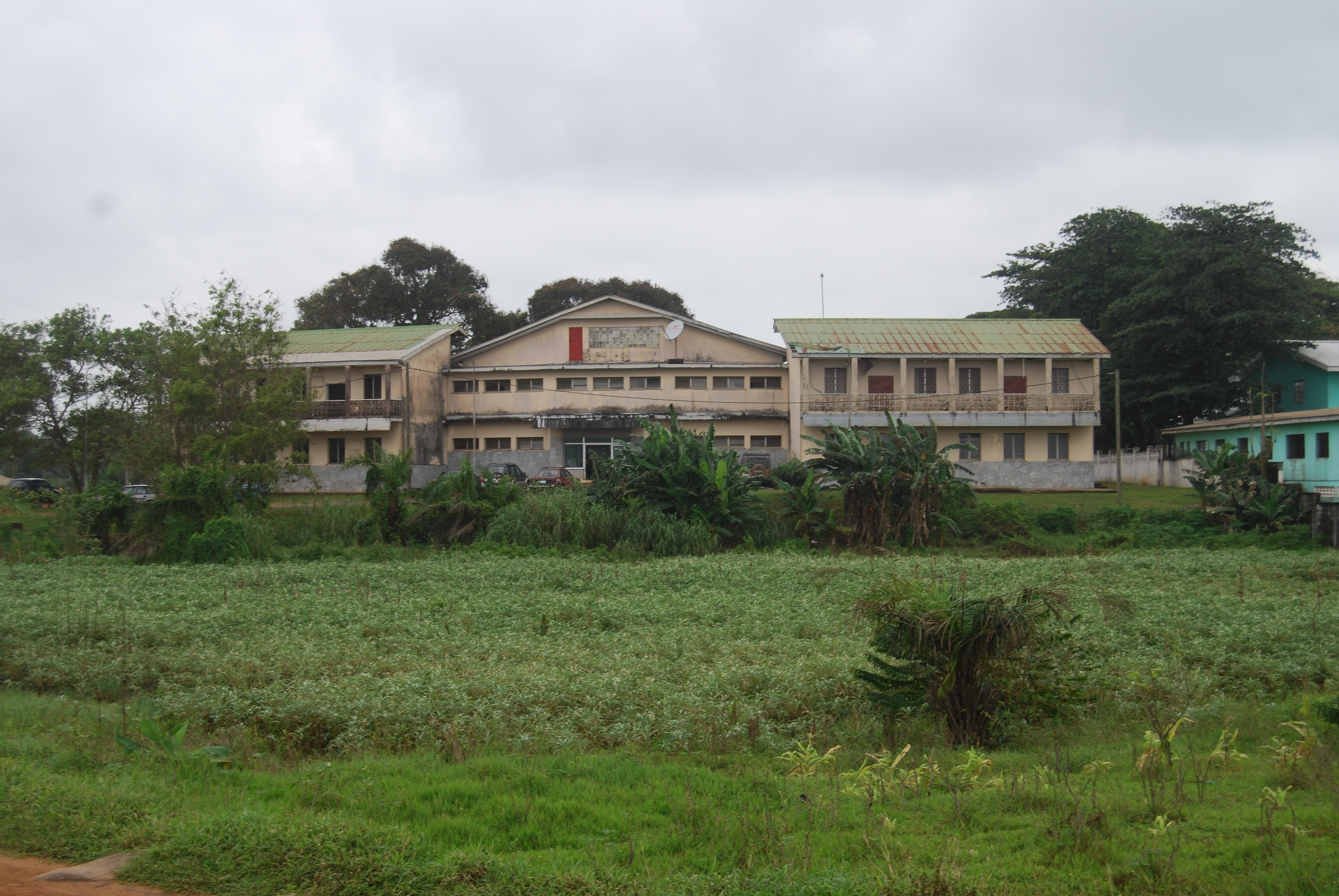
2009年的利比里亞大學

2007年，經由美國律師協會的資金援助，該校法學院得以翻新。同年四月，該大學通過一家私人公司的捐助而得以建立一個新的有200台電腦的數碼中心。2007年6月，由於一名教員抗議政府拖欠工資，校長宣佈罷課，次月重新開課。2008年2月，時任美國總統小布什在造訪利比里亞期間參觀了該校。
2008年4月，中國捐助了2150萬美元，為該校建起了有五座建築的芬德尔（Fendall）校區。埃米特·丹尼斯（Emmet Dennis）擔任第十三任校長期間，該校學生人數達到歷史峰值18,000人。
2013年利比里亞舉行大學入學考試後，25,000名考生沒有一人達到利比里亞大學要求的數學50分以上、英語70分以上的分數線。最終利比里亞大學不得不降低分數線，這一舉措將使1,626名考生獲得進入利比里亞大學的機會。

## 學術

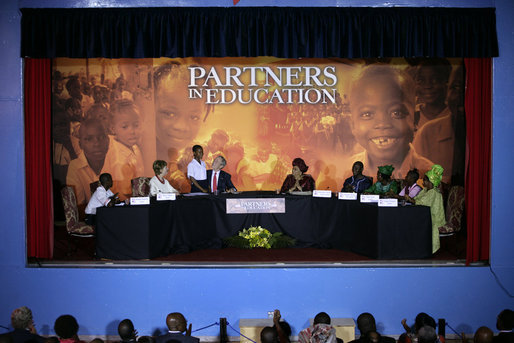
2008年利比里亞總統愛倫·強森·希爾利夫和美國總統小布什在該校

該大學是西非最古老的文憑頒發學校，採用英語授課，學期為每年3月至12月。本科為四年，研究生為兩年，医学博士学位是在完成七年的课程后授予的。
截至2019年，利比里亞大學共有18,753名學生，其中12,278人為男性、6422人為女性。 这使该大学成为利比里亚招生人数最多的大学。同時有331名教員，其中304名為男性、27名為女性。
該大學有六個學院、三個研究生院和三個專業學校。1951年成立的路易斯亞瑟格蘭姆斯法學院是利比里亞唯一一所法學院。利比里亚大学的学院包括利比里亚社会科学和人文学院，商业和公共管理学院，普通研究学院，以及T.J.R.福克纳科技学院。此外，还有威廉·V·S·塔布曼师范学院和威廉·R·托尔伯特农林学院，都是以国家前总统命名。而該校的醫學院則是和意大利一家基金會合辦的。
除去學院外，利比里亞大學還有五個研究機構，其中包括和長沙理工大學合辦的孔子學院。

## 校區

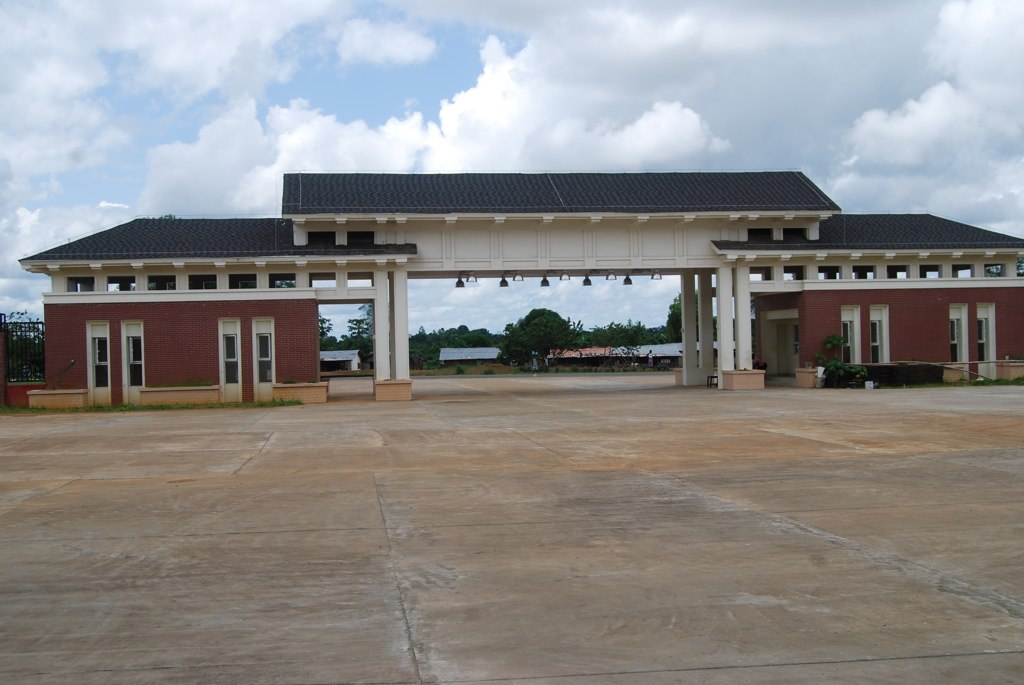
Fendel校區

該大學共有四個校區，主校區位於蒙羅維亞市中心，此外還有一個醫學院校區和距離蒙羅維亞市中心14英里（23）的Fendall校區，另外还有位于刚果城的医学院校区和位于大角山县Sinje的Straz-Sinje校区。這幾個校區間有四趟校際巴士。

## 校友

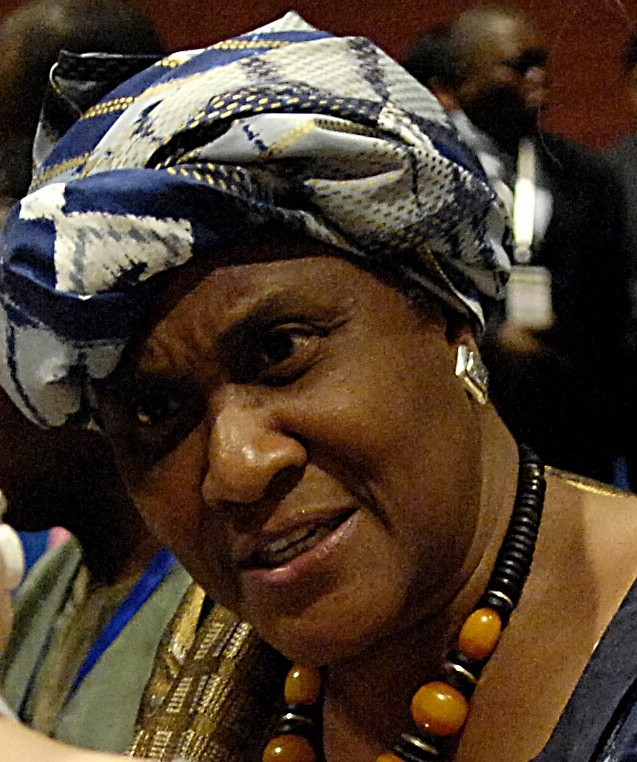
利比里亞前總理奥布拉克·金·阿克乐尔

利比里亞大學的校友遍及該國學界和政壇，其中政府要員尤多，他們包括利比里亞前總理奥布拉克·金·阿克乐尔、副總統约瑟夫·博阿凯前總統亞瑟·巴克利和約瑟夫·詹姆斯·奇斯曼。首席大法官約翰尼·路易斯、利比里亞真相與和解委員會的主席傑羅姆·維迪爾和副主席也都是該校校友。

## 外部連結
- African Network of Scientific Institutions – Engineering Division, University of Liberia
- UNESCO report（页面存档备份，存于）